# 2016年9月9日巴格达炸弹袭击
2016年9月9日巴格达炸弹袭击发生于2016年9月9日星期五午夜前。巴格达东部巴勒斯坦街al-Nakheel购物中心发生了两次自杀式炸弹袭击。一辆装满炸药的汽车在购物中心停车场被引爆，不久后一名袭击者在购物中心外一条繁华的街道上又将自己的汽车引爆。袭击造成40人死亡，60人受伤。伊斯兰国随后宣称对袭击负责。支持伊斯兰国的阿马克新闻社称，炸弹袭击的目标是“什叶派的集会”。